# Sumerian Records
Sumerian Records é uma gravadora independente norte-americana com sedes em Washington D.C. e Los Angeles. Foi fundada em 2006 por Ash Avildsen, que é também um agente de reservas. Em 2008, Fellsilent tornou-se a primeira banda não americana a assinar contrato com a Sumerian Records.

## Artistas
Estes são os artistas que atualmente assinam com a Sumerian Records.
- After the Burial
- Animals as Leaders
- Asking Alexandria
- Bad Omens
- Betraying the Martyrs
- Between the Buried and Me
- Black Veil Brides
- Body Count
- Bones UK
- Born of Osiris
- CHON
- Circa Survive
- Crosses
- Danny Worsnop (carreira solo)
- Dead Posey
- Draemings
- Drag me Out
- ENDUR
- ERRA
- Evan Brewer
- The Faceless
- The Dillinger Escape Plan
- The Federal Empire
- From First to Last
- In Motive
- I See Stars
- Jonathan Davis (carreira solo)
- Juliet Simms
- Lee McKinney
- Mestis
- Night Riots
- Nina Strauss
- Oceano
- Palaye Royale
- Poppy
- Slaughter To Prevail
- Sleeping with Sirens
- Soreption
- Starbenders
- Stick To Your Guns
- Stray from the Path
- Thomas Giles
- Through Fire
- T.R.A.M.
- Veil of Maya